# Малое (озеро, Сахалин)
Малое — озеро на Сахалине, находится в 2 км к югу от села Красногорск Томаринского городского округа (Сахалинская область).
Озеро представляет собой замкнутую лагунную озёрную систему, вытянутую вдоль берега Татарского пролива. В настоящее время озеро обмелело, в силу чего распалось на озёра Первое и Второе, соединённые узкой протокой Поясок.
Общая длина — 1010 м, наибольшая ширина — 98,6 м.
- озеро Первое (северное): длина — 244 м, ширина — 91 м.
- протока Поясок: длина — 182 м.
- озеро Второе (южное): длина — 595 м, ширина — 98,6 м.